# Каждан, Александр Петрович
Алекса́ндр Петро́вич (Пейсахович) Кажда́н (англ. Alexander Kazhdan; 3 сентября 1922, Москва — 29 мая 1997, Думбартон-Окс) — советский и американский историк-византинист, арменист, доктор исторических наук, один из крупнейших специалистов XX века по Византии и Великой Армении, редактор фундаментального «Оксфордского словаря Византии».

## Биография
Родился в купеческой семье в Москве. После революции семья познала голод и лишения. Отец Пейся (Пейсах) Эфрон (в русской версии Пётр Израилевич Каждан), стал одним из ведущих специалистов по технологии изготовления смазочных масел в строящейся советской танковой промышленности. В 1939 году Александр поступил на исторический факультет МГУ, но из-за «буржуазного происхождения» ему было невозможно получить высшее образование в Москве, и он окончил заочное отделение Башкирского педагогического института (1942), (ныне Уфимский университет науки и технологий). С 1943 года обучался в аспирантуре МГУ, затем в Институте истории АН СССР; научный руководитель академик Е. А. Косминский.
После защиты кандидатской диссертации «Аграрные отношения в Византии в XIII—XIV вв.» в 1946 году двери московских научных институтов вновь оказались закрыты перед ним, на сей раз из-за его «космополитической» национальности. Учёному пришлось скитаться по внештатным должностям (педагогические институты в Иванове в 1947—1949 годах, Туле в 1949—1952 годах, Великих Луках в 1953—1955 годах). К 1952 году подготовил докторскую диссертацию «Деревня и город в Византии в IX—X вв.», однако смог защитить её лишь спустя девять лет.
С 1956 года профессор Каждан работал в секторе византиноведения Института истории АН СССР (с 1968 — Институт всеобщей истории). За два десятилетия он подготовил множество публикаций; среди них научные книги и статьи, разделы в коллективном труде «История Византии», статьи в ведущих энциклопедиях, переводы античных и средневековых авторов, научно-популярные статьи и книги. Учёный участвовал в работе редколлегии ежегодника «Византийский временник». Дискуссионные статьи Каждана охотно печатал Александр Твардовский в «Новом мире».
В 1975 году сын Каждана получил приглашение занять кафедру профессора в Гарвардском университете. Жизнь историка усложнилась, жену уволили из издательства «Прогресс», и он принял решение эмигрировать. В октябре 1978 года он прибыл в Вену с израильской визой. В 1979 году, после пребывания в Париже и Бирмингеме, Каждан поселился в США, где работал в Центре изучения Византии в Думбартон-Оксе и читал курс лекций в Принстонском университете.
После 1978 года книги Александра Каждана изымались из советских библиотек, а статьи — из научного оборота. В московском издательстве «Искусство» на 30 лет «застряла» рукопись его монографии «Два дня из жизни Константинополя».
В США Каждан воспитал целую плеяду исследователей-византологов, а среди его российских учеников выделяются М. В. Бибиков, С. А. Иванов и И. С. Чичуров. Он замечал об «опасности больших тем для начинающего, еще неопытного историка».
Семья
С 1944 года был женат на Римме Александровне Ивянской, издательском работнике. Сын Давид (Дмитрий) (род. 1946) — израильский (в прошлом американский) математик, специалист по теории представлений групп. Внук Эли Каждан — многолетний советник и соратник Натана Щаранского, занимавший ряд постов на израильской государственной службе.

## Основные работы
- Каждан А. П. Аграрные отношения в Византии XIII—XIV вв. — М.: Изд-во АН СССР, 1952. — 240 с.
- Каждан А. П. Религия и атеизм в древнем мире. — М.: Изд-во АН СССР, 1957. — 344 с. — (Научно-популярная серия).
- Каждан А. П., Литаврин Г. Г. Очерки истории Византии и южных славян : Пособие для учителей. — М.: Учпедгиз, 1958. — 326 с.
- Каждан А. П. Деревня и город в Византии IX—X вв.: Очерки по истории византийского феодализма / АН СССР. Ин-т истории. — М.: Изд-во АН СССР, 1960. — 432 с.
- Каждан А. П. Как человек создал бога. — М.: Детгиз, 1962. — 112 с.
- Каждан А. П. От Христа к Константину. — М.: Знание, 1965. — 304 с.
- Каждан А. П. Византийская культура (X—XII вв.). — М.: Наука, 1968. — 233, [28] с. — 13 600 экз. (Нем. пер.: Byzanz und seine Kultur. Berlin, 1973; ит. пер.: Bisanzio e la sua civiltà. Bari, 1983).
  - Каждан А. П. Византийская культура (X—XII вв.) / А. П. Каждан; Вступ. ст. Я. Н. Любарского. — 2-е изд., испр. и доп. — СПб.: Алетейя, 1997. — 280 с. — (Византийская библиотека : ВБ. Исследования). — 2000 экз. — ISBN 5-89329-040-2.
  - Каждан А. П. Византийская культура (X—XII вв.). — 2-е изд., испр. и доп. — СПб.: Алетейя, 2006. — 280 с. — (Византийская библиотека : ВБ. Исследования).
- Каждан А. П. Книга и писатель в Византии. — М.: Наука, 1973. — 152 с. — (Из истории мировой культуры). — 28 500 экз. (Ит. пер.: La produzione intellettuale a Bisanzio. Libri e scrittori in una società colta. Napoli, 1983).
- Каждан А. П. Социальный состав господствующего класса Византии XI—XII вв. / АН СССР. Ин-т всеобщей истории. — М.: Наука, 1974. — 296 с. (Ит. пер.: L’aristocrazia bizantina. Dal principio dell’XI alla fine del XII secolo. Palermo, 1997).
- Каждан А. П. Армяне в составе господствующего класса Византийской империи в XI—XII вв. / АН АрмССР. Ин-т истории. — Ереван: Изд-во АН АрмССР, 1975. — 190 с.
- People and Power in Byzantium. An Introduction to Modern Byzantine Studies. Washington, 1982. (In collaboration with G. Constable).
- Studies on Byzantine Literature of the XIth and XIIth Centuries. Cambridge—New York—Paris, 1984. (In collaboration with Simon Franklin).
- Change in Byzantine Culture in the XIth and XIIth Centuries. Berkeley, 1985. (In collaboration with A. W. Epstein).
- Authors and Texts in Byzantium. Aldershot-Brookfield, 1993.
- A History of Byzantine Literature. 650—850. Athens, 1999. (In collaboration with L. F. Sherry and Ch. Angelidi; рус. пер.: История византийской литературы (650—850). СПб., 2002).
- Каждан А. П. Два дня из жизни Константинополя. — СПб.: Алетейя, 2002. — 320 с. — (Византийская библиотека : Исследования). — ISBN 5-89329-463-7.
- Каждан А. П. Никита Хониат и его время / А. П. Каждан; Изд. подгот. Я. Н. Любарский, Н. А. Белозерова, Е. Н. Гордеева; Предисл. Я. Н. Любарского; Рос. акад. наук, Ин-т рус. лит. (Пушк. дом). — СПб.: Дмитрий Буланин, 2005. — 540 с. — 800 экз. — ISBN 5-86007-449-2.
- A History of Byzantine Literature. 850—1000. Athens, 2006.
  - Каждан А. П. История византийской литературы (850—1000 гг.) : эпоха византийского энциклопедизма / Пер. с англ. Д. Р. Абдрахмановой и др.. — СПб.: Алетейя; Историческая книга, 2012. — 376 с. — (Византийская библиотека : Исследования). — 2000 экз. — ISBN 978-5-91419-483-0.